# Tamijia flagellaris
Tamijia flagellaris (K. Schum.) Ridl. – gatunek byliny z monotypowego rodzaju Tamijia S.Sakai & Nagam. z rodziny imbirowatych (Zingiberaceae). Wyróżniony i opisany został w 2000 roku. Rośnie na wyspie Borneo w malezyjskim stanie Sarawak.

## Morfologia
PokrójRośliny zielne z kłączem z którego wyrastają nibyłodygi powstające z ogonków liściowych 2 do 7 liści osadzonych dwurzędowo.
KwiatyZebrane w kwiatostan płożący się po powierzchni gruntu. W odróżnieniu od innych przedstawicieli rodziny skrajne prątniczki zrośnięte są warżką i zalążnia jest jednokomorowa.

## Systematyka
Pozycja i podział według APWeb (aktualizowany system APG III z 2009)
Rodzaj w obrębie rodziny imbirowatych (Zingiberaceae) wyodrębniany jest do monotypowej podrodziny Tamijioideae i plemienia Tamijieae. Wraz z rodziną należy do rzędu imbirowców (Zingiberales) należącego do jednoliściennych (monocots) w obrębie roślin okrytonasiennych.